# João Juvêncio Ferreira de Aguiar
João Juvêncio Ferreira de Aguiar (? — Rio de Janeiro, maio de 1901) foi um político brasileiro. Exerceu o mandato de deputado federal constituinte pelo Pernambuco em 1891.